# Aquarius/Let the Sunshine In
Aquarius/Let the Sunshine In (niekiedy określany błędnie jako The Age of Aquarius) – wiązanka piosenek: Aquarius i The Flesh Failures (Let The Sunshine In) z musicalu Hair, pierwotnie wydana przez zespół 5th Dimension. Utwór był zawarty na ich płycie z 1969 – The Age of Aquarius. Singel zajmował 1. miejsce na amerykańskiej liście Billboard Hot 100 przez 6 tygodni w 1969, i osiągnął status platyny. W wersji filmowej jest wykonywana przez Renn Woods.

## Historia
Piosenka została napisana przez Jamesa Rado, Gerome’a Ragniego i Galta MacDermota.
Nagranie zdobyło nagrodę Grammy w kategorii Record of the Year oraz Best Contemporary Vocal Performance by a Group w roku 1970, zaraz po wydaniu albumu The Age of Aquarius.
Piosenka nawiązywała do wiary w nadejście ery Wodnika - epoki miłości, światła i człowieczeństwa, w przeciwieństwie do trwającej obecnie ery Ryb. Przejście miało mieć miejsce pod koniec XX wieku, pomimo że astrologicznie era Wodnika miała nadejść nie wcześniej niż w 2654 roku.
Aquarius/Let the Sunshine In została sklasyfikowana na 33 miejscu na wydanej w 2004 roku liście AFI’s 100 Years... 100 Songs.

## Lista utworów
| Strona | Tytuł                          | Długość |
| ------ | ------------------------------ | ------- |
| A      | Aquarius / Let the Sunshine In | 4:50    |
| B      | Stoned Soul Picnic             | 3:26    |

## Pozycje na listach przebojów
| Rok  | Lista                        | Pozycja       |
| ---- | ---------------------------- | ------------- |
| 1969 | Billboard Black Singles      | 6             |
| 1969 | Billboard Pop Singles        | 1 (6 tygodni) |
| 1969 | Billboard Adult Contemporary | 1             |
| 1969 | Swiss charts                 | 4             |

## Covery
- Helena Paparizou, grecka piosenkarka, wykonała własną wersję utworu podczas gali Mad Video Music Awards 2007!
- Holenderski zespół Party Animals zamieścił Aquarius na swojej debiutanckiej płycie Good Vibrations z 1996 roku. Singel uzyskał status platyny[3] i utrzymywał się na pierwszym miejscu listy przebojów przez 3 tygodnie[4]
- Aquarius/Let the Sunshine In jest wykonywana łącznie z układem tanecznym na zakończenie filmu z 2005 roku - The 40-Year-Old Virgin, po pierwszym zbliżeniu głównych postaci
- piosenka została wykorzystana w reklamie Kia Rondo oraz napojów „Aquarius”
- William Shatner wykonywał wersję utworu w reklamie Priceline.com
- Société Bic wykorzystała piosenkę w ich kampanii reklamowej z 2007 roku w Ameryce
- Mos Def wykorzystał sample z piosenki w swoim utworze Sunshine, zamieszczonym w albumie The New Danger
- druga część wiązanki -  Let the Sunshine In, została przerobiona przez zespół Army of Lovers na ich albumie z 2000 roku - Le Grand Docu-Soap
- W disneyowskim filmie z 2001 roku - Wakacje. Żegnaj szkoło Aquarius/Let the Sunshine In jest wykonywana pod koniec. Kiedy pojawiają się napisy końcowe, śpiewany jest refren Let the sunshine in.
- Bob Rivers nagrał parodystyczną wersję utworu o tytule I Think It's Time to Clean My Aquarium
- Milk & Sugar, duet niemieckich muzyków wykonujących muzykę taneczną, nagrał remake Let the Sunshine In
- Monika Borzym, polska wokalistka jazzowa, zaśpiewała utwór Aquarius, wcielając się w rolę Renn Woods, w programie Twoja twarz brzmi znajomo
- Ewelina Flinta, polska wokalistka; wykonała "Wodnika" w programie Idol